# Li Li (Unternehmer)
Li Li (* 1964) ist ein chinesischer Unternehmer.

## Leben
Li Li schloss 1987 ein Studium der Chemie an der Sichuan-Universität ab und arbeitete anschließend in Industriebetrieben.
Gemeinsam mit seiner Ehefrau gründete er 1998 das chinesische Pharmazieunternehmen Shenzhen Hepalink. Nach Angaben des US-amerikanischen Forbes Magazin gehört Li Li zu den reichsten Chinesen.